# Roztocze

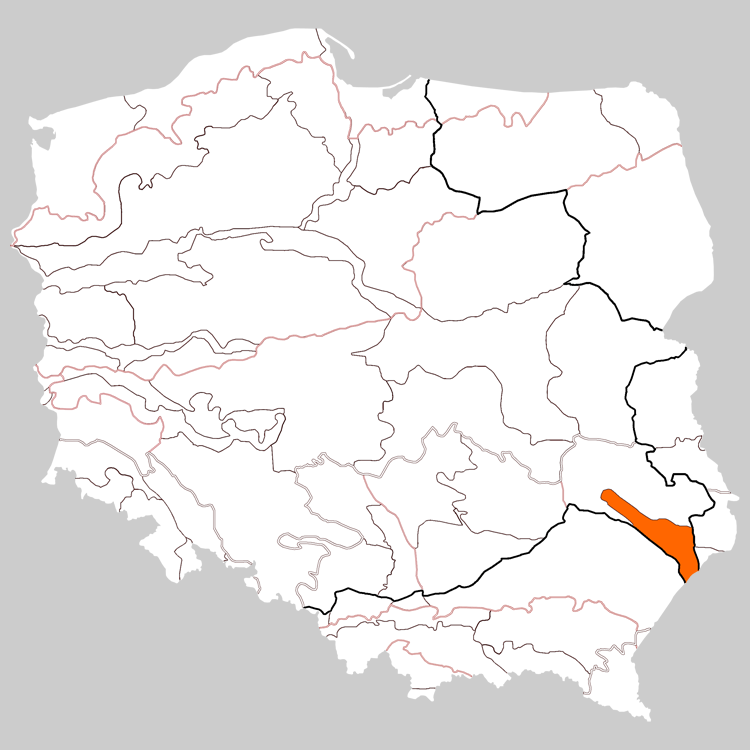
Roztocze – Lage in Polen

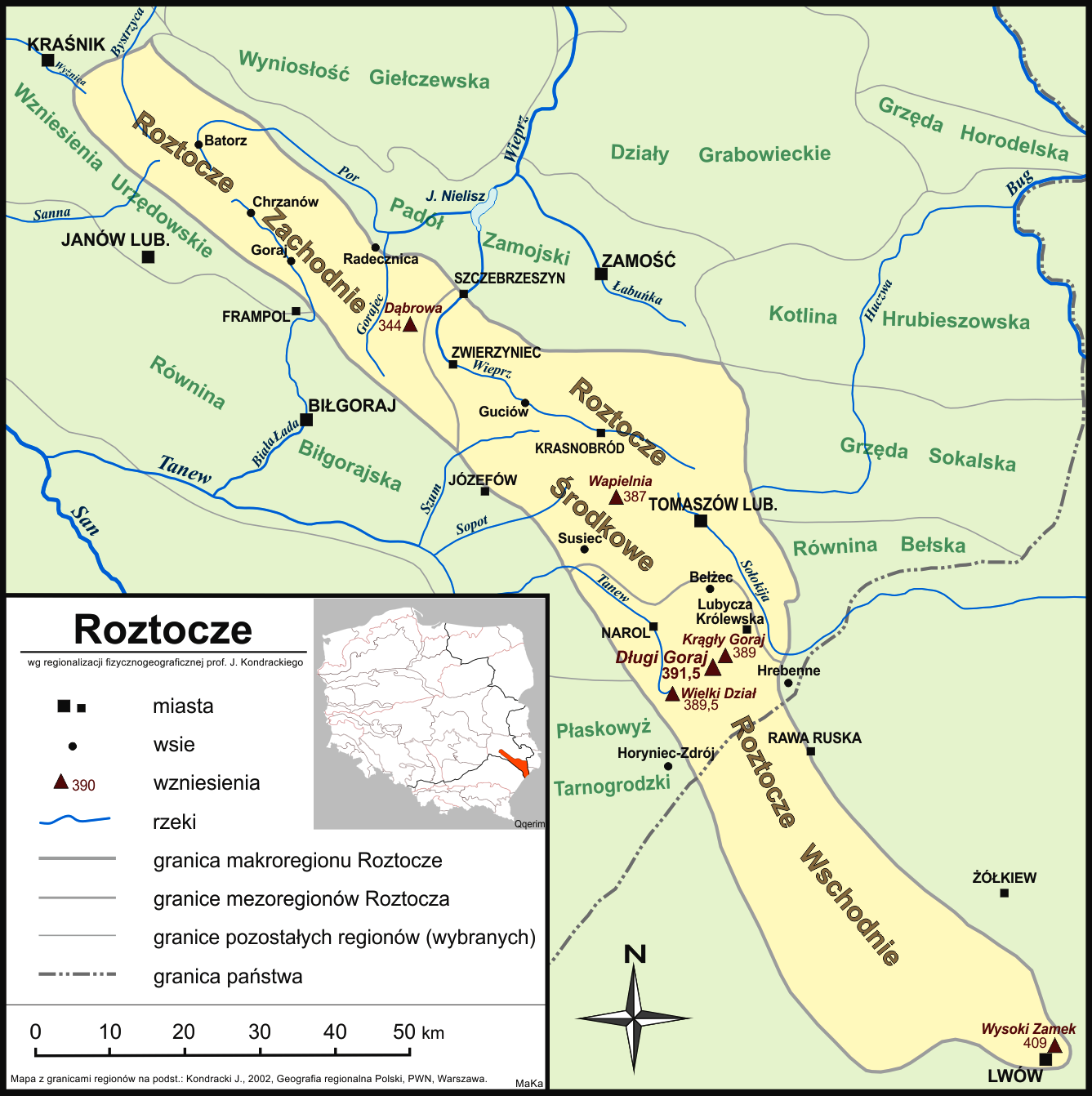
Karte des Höhenzugs Roztocze/Розточчя

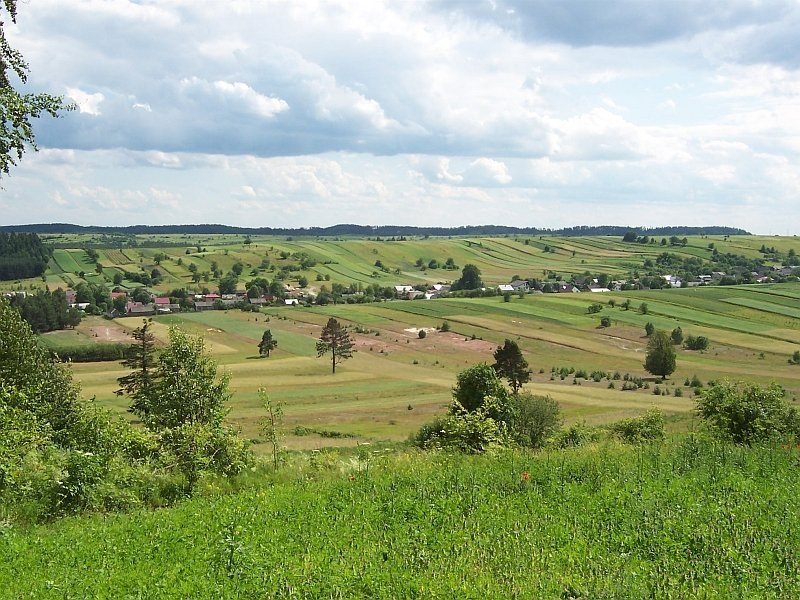
Roztocze – welliges Hügelland

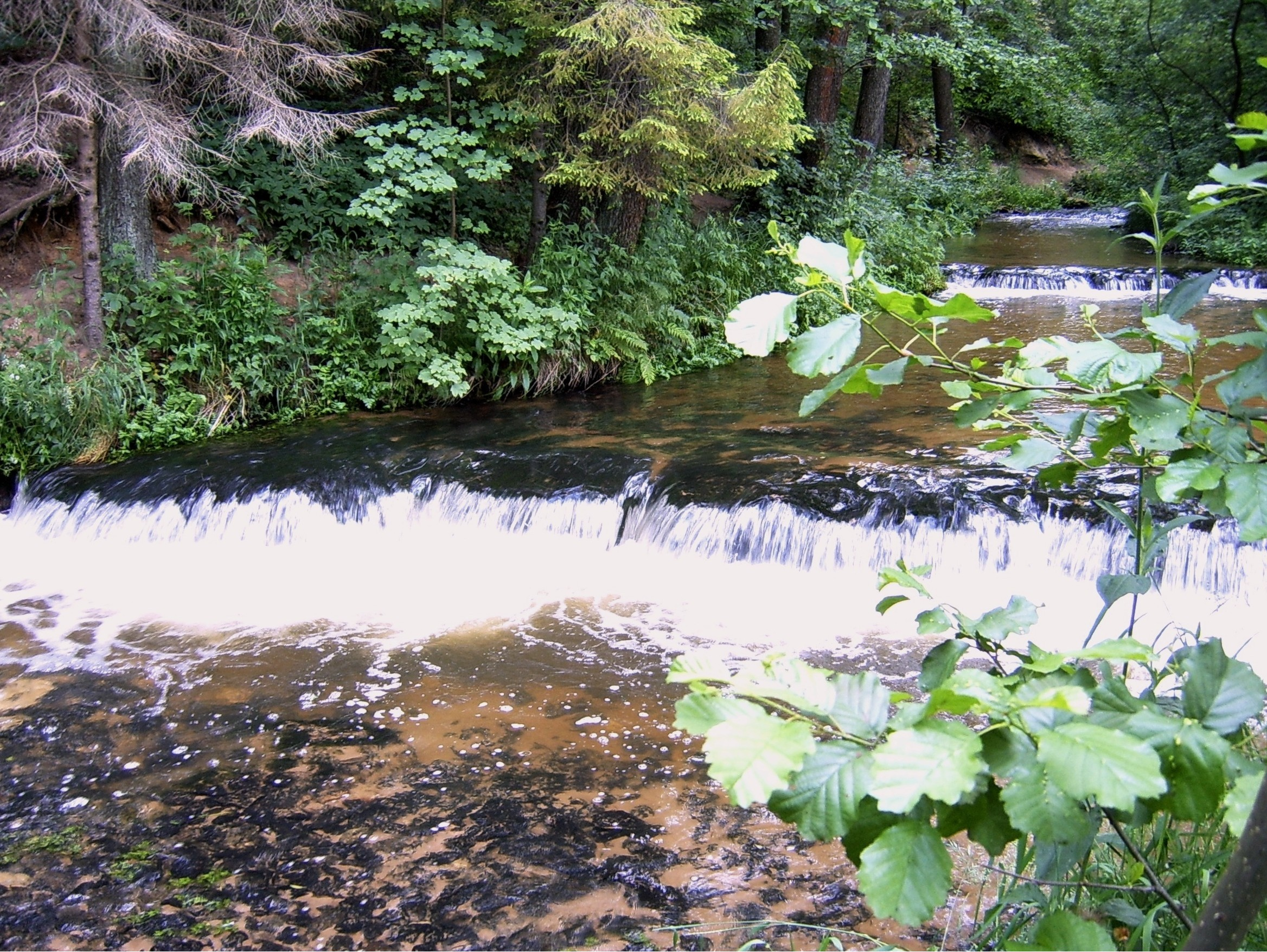
Der Fluss Tanew im Naturschutzgebiet

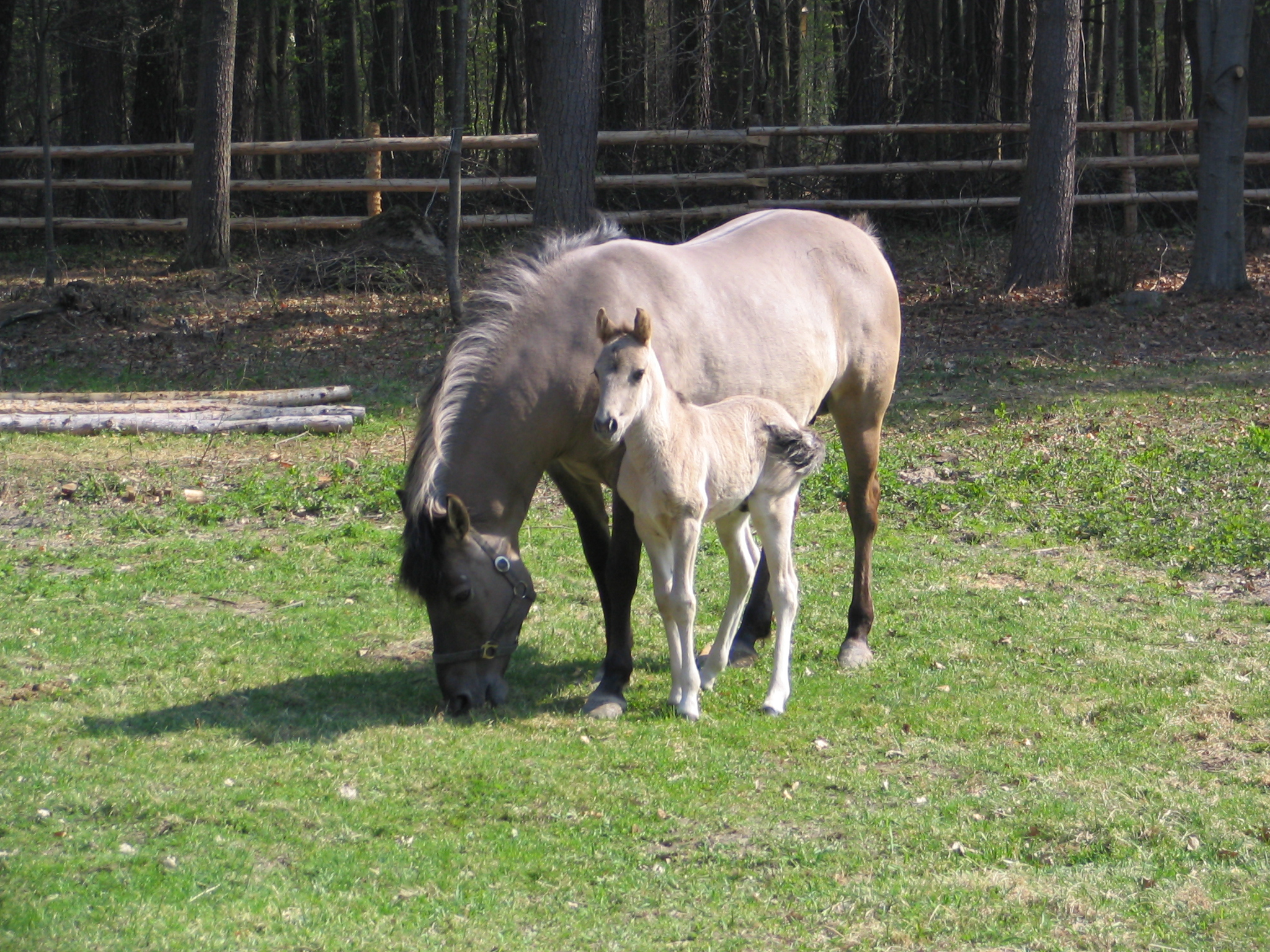
Ponys im Nationalpark

Roztocze (ukrainisch Розточчя Rostotschtschja) ist eine wellige Hügelkette im südöstlichen Polen und in der westlichen Ukraine. Sie besteht aus kalkigem Sandstein und Kalkstein, der sich in der Kreidezeit bildete und sich von der Lubliner Hochebene aus südöstlich durch die Soska-Wildnis bis ins ukrainische Podolien erstreckt. Insgesamt ist sie etwa 180 km lang und 12 bis 32 km breit. Die höchste Erhebung in Polen hat 390 m, in der Ukraine 409 m. Auf polnischem Boden liegt Roztocze in den Woiwodschaften Lublin und Karpatenvorland, auf ukrainischem Gebiet erstreckt sich die Kette bis an den Stadtrand von Lwiw.
Im Jahr 2011 wurde sie zu einem Biosphärenreservat der UNESCO. Der polnische Teil ist ein Nationalpark und im ukrainischen Teil liegt der Nationalpark Jaworiw.

## Siedlungen
Zu den größten Orten im Bereich der Roztocze-Kette gehören Hrubieszów, Janów Lubelski, Krasnobród, Kraśnik, Lubaczów, Szczebrzeszyn, Tomaszów Lubelski, Zamość und Zwierzyniec.

## Geschichte
Im frühen Mittelalter war Roztocze mit dem Sandomirer Urwald im Sandomirer Becken eine Naturgrenze zwischen Kleinpolen und der Kiewer Rus und gehörte zur Region Rothreußen. Die Handelswege umgingen die Hügelkette. Im 11. Jahrhundert wurde sie steigend von der Ruthenen beherrscht. Nach der Annexion durch Kasimir den Großen strömten Siedler aus Kleinpolen, Lublin und Masowien und sogar Schlesien in die dünn besiedelte Gegend, viele Deutsche und Juden zogen dagegen in die Städte. Immer wieder kam es zu Tartareneinfällen.
Nach der Teilung Polens kam das Gebiet zur Habsburgermonarchie und gehörte zum Königreich Galizien und Lodomerien. Als Polen 1918 wieder unabhängig wurde, kam das Roztocze zu den Provinzen Lublin und Lwów.
Zu Beginn des Zweiten Weltkriegs war das Roztocze zwischen Polen und Deutschen stark umkämpft. Während der Besatzungszeit gab es zahlreiche Aktivitäten von Partisanen dort, sowohl zwischen Polen und Deutschen wie auch zwischen Polen und Ukrainern.
Nach dem Krieg wurde das Roztocze zwischen Polen und der UdSSR aufgeteilt. Die polnische Bevölkerung musste aus dem Bereich Lemberg nach Polen umsiedeln, die ukrainische Bevölkerung auf der polnischen Seite wurde während der Aktion Weichsel im Nordwesten Polens angesiedelt.